# Bruno Munari
Bruno Munari (Milán, 24 de octubre de 1907 - 30 de septiembre de 1998) fue un artista y diseñador italiano. Sin embargo, Munari no era partidario de encasillarse en ningún ámbito porque consideraba que eso era limitante.

Cuando alguien dice: esto lo sé hacer yo también, quiere decir que lo sabe recrear o de lo contrario ya lo habría hecho.
Bruno Munari, Verbale scritto, 1992

Es considerado "uno de los máximos protagonistas del arte, del diseño industrial y gráfico del siglo XX" 
aportando contribuciones fundamentales en diversos campos de la expresión visual (pintura, escultura, cinematografía, diseño industrial, diseño gráfico) y no visual (escritura, poesía, didáctica) con una investigación polifacética sobre el tema del movimiento, la luz, y el desarrollo de la creatividad y la fantasía en la infancia mediante el juego.
Munari constituye una figura "leonardesca" (polímata) dentro del Novecento italiano (siglo XX). Junto al espacialista Lucio Fontana, "el perfectísimo" Bruno Munari  domina la escena de arte milanés en las décadas de 1950 y 1960; es durante estos años que se gesta un boom económico en el que nace la figura del artista operador-visual que se convierte en asesor empresarial y que contribuye activamente en el renacimiento industrial italiano de la posguerra. 
Participó a una edad muy temprana en el futurismo, del cual se destacan su sentido del humor y ligereza, inventando la Máquina Aérea (Macchina Aerea, 1930), el primer "móvil" de la historia del arte, y las "Máquinas Inútiles"  (Macchine inutili, 1933). A finales de la década de 1940 funda el MAC (Movimiento de Arte Concreta) que sirve como punto de encuentro de las muestras abstractas italianas en una prospección de "síntesis de las artes", en grado de incorporar a la pintura tradicional nuevos instrumentos de comunicación y de demostrar a los industriales y 'artistas-artistas' la posibilidad de una convergencia entre arte y técnica. En 1947 realiza "Cóncavo-convexo", casi en paralelo aunque de forma precedente, a los ambientes negros que Lucio Fontana presentó en 1949 en la Galleria Naviglio de Milán. Es la señal evidente de una maduración de la problemática de un arte que se hace ambiental y en el que el usuario está exhortado, no sólo mentalmente, sino también de un modo multi-sensorial.
En 1950 realizó la "pintura proyectada" mediante composiciones abstractas encerradas dentro de diapositivas y descompone la luz mediante el uso de un filtro polarizador, realizando en 1952 la "pintura polarizada", que presenta en el MoMA en 1954 con la muestra "Munari's Slides".
Es además considerado uno de los protagonistas del arte programado y cinético, pero sobresale por la multiplicidad de sus actividades y por su grande e intensa creatividad en cada definición, en cada catalogación.

## Biografía
Bruno Munari nace en Milán, aunque su infancia y adolescencia transcurrieron en Badia Polesine donde llega con seis años de edad. En 1925 regresó a Milán para trabajar con un tío ingeniero. En 1927 comenzó a relacionarse con Marinetti y el movimiento futurista, exponiendo con ellos en varias muestras. Tres años más tarde se asoció con Riccardo Ricas Castagnedi, con quien trabajó como diseñador gráfico hasta 1938.
En 1930 realizó la estructura que se considera como el primer móvil de la historia del arte, denominado Macchina Aerea, que Munari replantea en 1972 y del cual diseña 10 ejemplares para las ediciones Danese de Milán.
En 1933 prosigue la investigación de obras de arte en movimiento con las Macchine Inutili (Máquinas Inútiles), objetos suspendidos, donde todos los elementos están en una relación armónica entre sí por sus medidas, formas y pesos. Este año durante un viaje a París, conoce a Louis Aragon y André Breton.
Desde 1939 a 1945 trabajó como diseñador gráfico en la editorial Mondadori, y como director artístico de la revista Tempo, comenzando contemporáneamente a escribir libros de literatura infantil, inicialmente creados para su hijo Alberto. En 1948, junto a  Gillo Dorfles, Gianni Monnet, Galliano Mazzon y Atanasio Soldati, fundó el Movimento de Arte Concreta.
En la década de 1950 sus investigaciones visuales lo llevan a crear los Negativos-Positivos, cuadros abstractos con los que el autor deja a escoger a voluntad del espectador la forma del primer plano y la de fondo. En 1951 presenta las Macchine Aritmiche (Máquinas Arrítmicas) en las que el movimiento repetitivo de la máquina se interrumpe con casualidad mediante intervenciones humorísticas. De estos años son los Libri illeggibili (Libros ilegibles) en el que el relato es puramente visual. En 1954 utilizando lentes Polaroid, construye objetos de arte cinético denominados Polariscopi gracias a los cuales es posible utilizar el fenómeno de la descomposición de la luz con fines estéticos. En 1953 presenta la investigación Il mare come artigiano (El mar como artesano) recuperando objetos modificados por el mar, mientras en 1955 crea el Museo immaginario delle isole Eolie (Museo imaginario de las islas Eolie) en el que nacen las Ricostruzioni teoriche di oggetti immaginari (Reconstrucciones teóricas de objetos imaginarios), composiciones abstractas que limitan con antropología, humor y fantasía.
En 1958 modelando los dientes del tenedor, crea un lenguaje de señas por medio de Forchette parlanti (tenedores parlantes). En 1958 presenta las Sculture da viaggio (Esculturas de viaje) que constituyen una revisión revolucionaria del concepto de escultura, en las que su función monumental se transforma en objetos de viaje, a disposición de nuevos nómadas del mundo en proceso de globalización. En 1959 crea los "Fósiles del 2000" que con sentido del humor crean una reflexión sobre la obsolescencia de la tecnología moderna.
En los años sesenta comienza a viajar con frecuencia a Japón, cuya cultura cada vez crea más afinidad en Munari, encontrando retroalimentaciones precisas en su interés por el espíritu zen, la asimetría, el diseño y el empaque de las tradiciones japonesas. En 1965 diseña en Tokio una "fuente a 5 gotas" (fontana a 5 gocce) que caen en modo casual en puntos predispuestos, generando una intersección de las ondas, cuyos sonidos, capturados por micrófonos bajo el agua, son reproducidos en la plaza donde se encuentra la instalación.
Durante esta década se dedica a: obras seriales, con realizaciones como Aconà biconbì Sfere doppie, Nove sfere in colonna, Tetracono (1968); experimentaciones cinematográficas con la película I colori della luce (Los colores de la luz, con música de Luciano Berio). "Inox", "Moire" (música de Pietro Grossi), Tempo nel Tempo, Scacco Matto (Jaquemate), Sulle scale mobili (Sobre las escaleras eléctricas) (1963-64); a las experimentaciones visuales con usando una fotocopiadora (1964); al performance con el acto Far vedere l'aria (Hacer ver el aire) en Como (1968). 
De hecho, junto a Marcello Piccardo y a sus cinco hijos en Cardina, sobre la colina de Monteolimpino en Como, entre 1962 y 1972, realizó películas cinematográficas de vanguardia. De esta experiencia nace la "Cineteca di Monteolimpino - Centro internazionale del film di ricerca".
En Cardina, conocida también como "La colina del cine", Bruno Munari vivió y trabajó severamente durante los veranos hasta los últimos años de su vida. Su habitación-laboratorio que aún existe, se sitúa al fondo de una calle vehicular al frente del restaurante Crotto del Lupo. En el libro La collina del cinema de Marcello Piccardo (NodoLibri, Como, 1992) está relatada la experiencia de aquellos años. En el relato Alta tensione (1991) de Bruno Munari, el artista expone su estrecha relación con los bosques de la colina de Cardina.
En 1974 explora las posibilidades fractales de la curva que toma el nombre del matemático italiano Giuseppe Peano, una curva que Munari llena de colores con fines puramente estéticos.
En 1977, como epítome de su interés constante por el mundo infantil, crea el primer laboratorio para niños en un museo, en la Pinacoteca di Brera de Milán.
Durante las décadas de 1980 y 1990 su creatividad no desaparece y crea diversos ciclos de óperas: las esculturas "Filipesi" (1981), las composiciones gráficas de los nombres de amigos y coleccionistas (desde 1982), los Rotori (1989), las estructuras Alta Tensione (1990), las grandes esculturas en acero corten expuestas en las orillas marítimas de Nápoles, Cesenatico, Riva del Garda, Cantù, los Xeroritratti en 1991 (Xeroretratos), los ideogramas de la materia Alberi (Árboles) en 1993.
Luego de varios reconocimientos importantes en honor a su vasta actividad, Munari realizó su última obra pocos meses antes de fallecer a los 91 años en su ciudad natal, Milán.
El pintor y poeta Tonino Milite fue uno de sus colaboradores más cercanos y trabajó junto a él en su estudio por años.

## Obra

### Artes visuales
Mientras que el sueño del artista es llegar al Museo de algún modo, el sueño del diseñador es llegar a los mercados locales.
Bruno Munari, Artista e designer, 1971

La producción "artística" de Munari en su sentido concreto, abarca más de 200 muestras personales y 400 muestras colectivas, es un pot-popurri de técnicas, método y formas.
En los años de fascismo Munari trabajó para vivir como diseñador gráfico en el campo del periodismo, realizando portadas de diferentes revistas. Con los futuristas expuso algunas pinturas, pero hacia 1930 crea las primeras Máquinas inútiles como verdaderas obras de arte abstracto desarrolladas en espacios que involucraban el ambiente circundante, dedicándose a obras cada vez menos convencionales, como la Macchina aerea de 1930, la Tavola tattile (Mesa tácticl) en 1931, algunos collage en 1936, el mosaico para la Triennale di Milano en 1936, o las Strutture con elementi oscillanti (Estructura con elementos oscilantes) de 1940.
Durante los años cuarenta y cincuenta, comenzó a delinear algunas líneas guía de su exploración:
- El arte como ambiente: Munari es de los primeros en idear y anticipar las instalaciones (Concavo-convesso, 1946) y videoinstalaciones (proyecciones directas en 1950), también las proyecciones con luz polarizada (1953)
- Arte cinético: Su obra Ora X de 1945 es probablemente la primera obra cinética producida en serie de la historia del arte.
- Arte contreta: Los Negativo-Positivos a partir de 1948
- Luz: fotografías realizadas en 1950, y experimentos con luz polarizada en 1954
- La naturaleza y el caso: Oggetti trovati (Objetos encontrados) de 1951, Il Mare come artigiano (El Mar como artesano) de 1953
- El juego: Giocattoli d'artista (Juguetes de artista) de 1952
- Objetos imaginarios: Scritture illeggibili di popoli sconosciuti (Estructuras ilegibles de pueblos desconocidos) de 1947, el Museo immaginario delle isole Eolie (Museo imaginario de las islas Eolie) en Panarea en 1955, los Forchette parlanti (Tenedores parlanchines) de 1958, los Fossili del 2000 (Fósiles del 200) del 1959)

En 1949 comenzó a realizar los Libros ilegibles, libros en los que las palabras desaparecen para ceder espacio a la fantasía de colores que permiten imaginar otro tipo de discurso leyendo cartas de colores distintos, rasgaduras, orificios e hilos que atraviesan las páginas. A través de estas obras, Munari busca acercar a los adultos la visión imaginativa de los niños. La serie de libros ilegibles continuó hasta finales de 1988, mientras que la fuente instalada en la Biennale di Venezia data de 1954.
En la década de 1960, gracias a la adopción de todas las tecnologías nuevas y disponibles para un gran público (proyectores, fotocopiadoras, cámaras fotográficas), la actividad artística de Munari se convierte en una enciclopedia para el arte "hazlo por ti mismo", en el que cada obra contenía el mensaje implícito "pruébalo tu también" para el observador: xerografías, estudios de movimiento, fuentes, estructuras flexibles, ilusiones ópticas, películas experimentales (I Colori nella luce de 1963). En 1962 organizó la primera exposición de arte programada dentro de un local de Olivetti en Milán.
En 1969 Munari, preocupado por una consideración crítica equivocada de su trabajo artístico, aún muy confundido con otros géneros (didáctica, diseño y gráfica) escoge a la historiadora de arte Miroslava Jájek para que comisaríe una selección de sus obras de arte más importantes. La recopilación, ordenada en orden cronológico, ilustra su continua creatividad, coherencia temática y la evolución de su filosofía estética hasta su muerte. 
Durante la década de 1970 le confiere un interés mayor a la didáctica verdadera y real, como también a la escritura, por lo que la producción artística en su sentido concreto se fue ralentizando y la retoma sólo a finales de esta década. En 1979 le es conferido del Teatro comunal de Florencia el encargo de realizar la partitura cromática de la ópera sinfónica Prometheus  de Aleksandr Nikolaevič Skrjabin. La obra con parafernalia cromática, creada en colaboración con Davide Mosconi y Piero Castiglioni, fue representada en marzo de 1980.
En las décadas de 1980 y 1990 prosigue con exploraciones creativas con óleos sobre tela (de 1980 y replanteados en una sala personal en la Biennale di Venezia en 1986), las esculturas Filipesi de 1981, los Rotori de 1989 y las esculturas Alta Tensione de 1990-91, junto a los ideogramas de materia Alberi de 1993.
Dentro de sus últimas obras se va acentuando la dimensión privada, que tiene una respuesta paralela en la vasta producción de libros de edición limitada impresos con Mauricio Corraini para amigos y bibliófilos.

### Diseño industrial
Una estructura montable y desmontable en diferentes combinaciones. El habitáculo es una estructura habitable, un soporte casi invisible para su propio microcosmos. Pesa 51 kilogramos y puede soportar también a veinte personas
Bruno Munari, Artista e designer, 1971

Un día fui a una fábrica de medias para ver si era posible que me hicieran una lámpara. -Nosotros no hacemos lámparas, señor. -Verán que sí. Y así fue.
Bruno Munari, hablando de la lámpara Falkland

Como profesional autónomo, Munari diseñó desde 1935 hasta 1992 varias decenas de objetos de mobiliario (mesas, poltronas, librerías, lámparas, ceniceros, cestos, muebles combinables, etc.), la mayor parte de ellos para Bruno Danese. Es en el campo del diseño industrial donde se encuentran los objetos creados por Munari más exitosos, como el juguete del Mono Zizi (1953), la "Scultura da Viaggio" plegable para recrear un ambiente estético familiar dentro de las habitaciones anónimas (1958), el portalápices Maiorca, el cenicero Cubo 1958, la célebre lámpara Falkland (1964), l'Abitacolo (1971) y la lámpara Dattilo (1978)
Aparte del diseño de objetos de mobiliario, Munari realizó también diseño de vitrinas comerciales (La Rinascente, 1953), combinación de colores para pintura automotriz (Montecatini, 1954), elementos expositivos (Danese en 1960, Robots en 1980) e incluso de tejidos (Assia en 1982). A los noventa años de edad firmó su última obra, el reloj de pulso "Tempo libero" de Swatch en 1997.

### Libros y diseño editorial
La producción editorial de Munari se extiende por setenta años, desde 1929 a 1998, y comprende libros completos y propios (ensayos técnicos, manuales, libros "artísticos", libros infantiles, textos escolares), libros-cartillas publicitarias para varias industrias, cubiertas, sobrecubiertas, ilustraciones y fotografías. En todas sus obras se encuentra presente un fuerte impulso experimental que lo lleva a explorar formas insólitas e innovadoras partiendo de la encuadernación, desde los "Libros ilegibles" sin texto, hasta el hipertexto  de preimpresión de obras divulgativas como Artista e Designer de (1971).
A su basta producción como autor se podrían añadir la gran cantidad de cubiertas e ilustraciones de libros de Gianni Rodari o Nico Orengo entre muchos otros.
Para valorar el impacto que la obra proyectual de Munari tuvo dentro de la imagen de la cultura de Italia, se puede tomar como ejemplo la obra de la editorial Giulio Einaudi Editore. Munari realizó con Max Huber entre 1962 y 1972 la gráfica de la Piccola Biblioteca, Nuova Universale, Collezione di poesía, Nuovo Politécnico, Paperbacks, Letteratura, Centopagine, y también de obras con múltiples volúmenes (Storia d'Italia, Enciclopedia, Letteratura italiana, Storia dell'arte italiana)
Entre las otras elaboraciones gráficas exitosas, se encuentran Nuova Biblioteca di Cultura y Le Opere di Marx-Engels para Editori Riuniti, también dos diseños de ensayo para Bompiani

### Juegos didácticos y laboratorios (talleres infantiles)
Siempre existirá cualquier vieja señora que aborda a los niños con muecas que dan miedo y diciendo tonterías con un lenguaje informal lleno de frases de retahílas infantiles y tarareos. Generalmente los niños miran con mucha severidad a estas personas que han envejecido en vano; no entienden qué es lo que quieren y regresan a sus juegos, juegos simples y muy serios.
Bruno Munari, Arte come mestiere (El arte como oficio), 1966

- "Scatola di architettura" para Castelletti (1945), un juego con bloques de madera
- Los muñecos Gatto Meo (1949) y el Mono Zizì (Scimmietta Zizì) en (1953) para Pirelli
- Desde 1959 a 1976, diversos juegos para Danese (Proiezioni dirette, ABC, Labirinto, Più e meno, Metti le foglie, Strutture, Trasformazioni, Dillo coi segni Immagini della realtà)
- Primer laboratorio (taller) para niños en la Academia de Bellas Artes de Brera de Milán, (1977)
- Taller infantil Le mani guardano (1979), Milán
- Laboratorio "Giocare con l'arte" (Jugar con el arte) dentro del Museo Internacional de Cerámica de Faenza en (1981)
- Laboratorios para niños del Kodomo no shiro (Castillo de los niños) de Tokio, (1985)
- "Jugar con el arte" (1987) en el  Palacio Real de Milán
- "Jugar con la naturaleza" (1988) en el Museo Cívico de Historia Natural de Milán
- "Jugar con el arte" (1988) en el Centro per l'arte contemporánea Luigi Pecci en Prato, laboratorio permanente.
- "Reencontrar la infancia" (1989) en Fiera Milano, laboratorios dirigidos a personas de la tercera edad en Milán.
- Laboratiorio Un fiore con amore (1991). Giocare con Bruno Munari al Laboratorio di Beba Restelli ("Jugar con Munari en el Laboratorio de Beba Restelli").
- "Jugar con la fotocopiadora" (1991) "Jugar con Munari en el Laboratorio de Beba Restelli"
- El "Libro letto", edredón que sirve como libro y como cama (letto en italiano significa cama (sust.) y leído (verbo)), (1993) para Interflex
- Lab-Lib (1992) Giocare con Munari al Laboratorio di Beba Restelli
- "Jugar con la soldadora" (Giocare con la puntatrice) (1994)  "Jugar con Munari en el Laboratorio de Beba Restelli"
- "Mesas táctiles" (Tavole Tattili) (1995)  "Jugar con Munari en el Laboratorio de Beba Restelli"

## Premios y reconocimientos
- Premio Compasso d'Oro, de la Associazione per il Disegno Industriale, ADI (1954, 1955, 1979)
- Medalla de oro de la Triennale di Milano por sus "Libros illegibiles" (1957)
- Andersen, premio al mejor autor para niños (1974)
- Mención honorable de la New York Science Academy (1974)
- Premio gráfico en la Feria de Bolonia para la infancia (1984)
- Premio de la Japan Design Foundation, por "el intenso valor humano de su diseño" (1985)
- Premio Lego, por "sus contribuciones excepcionales en el desarrollo de la creatividad en niños" (1986)
- Premio de la Accademia dei Lincei por su trabajo en gráfica (1988)
- Premio Spiel Gut de Ulm (1971, 1973, 1987)
- Doctorado honoris causa en arquitectura de la Universidad de Génova (1989)
- (Annual dell'Art Directors Club Italiano) ADCI Milan Hall of Fame en Creativity and Comunication (1990)
- Socio Honorario de la Academia de Bellas Artes de Brera - Premio Marconi (1992)
- Cavaliere di Gran Croce (1994) una de las más altas distinciones de mérito que pueda recibir un ciudadano italiano por parte de su gobierno.
- Premio Compasso d'Oro a su carrera (1995)
- Miembro honorario de la Universidad de Harvard.

## Bruno Munari en museos
Existe una colección permanente de obras de Munari en el Museo de Artes de Gallarate MAGA, en la provincia de Varese (Italia).

## Libros de Bruno Munari

### Diseño y Comunicación Visual
"ÁRBOL
la lentísima explosión
de una semilla".
Bruno Munari, Fenomeni Bifronti (Fenómenos brifrontes), 1966

- Tavolozza di possibilité tipografiche, con Ricas - Muggiani editore (1935)
- Fotocronache di Munari - Domus (1944)  ISBN/ISSN: 8886250428, 9788886250429
- Supplemento al dizionario italiano - Carpano (1958)  ISBN: 8886250916, 9788886250917
- Le forchette di Munari - La Giostra (1958)  ISBN: 8886250134, 9788886250139
- Il quadrato (La scoperta del quadrato) - Scheiwiller (1960)  ISBN: 887570063X, 9788875700638
- Teoremi sull'arte - Scheiwiller (1961)  ISBN: 888794234X, 9788887942347
- Vetrine negozi italiani - Editrice L'ufficio moderno (1961)
- Good design - Scheiwiller (1963)  ISBN: 8886250797, 978-8886250795
- La scoperta del cerchio - Scheiwiller (1964)  ISBN: 8875700486, 9788875700485
- Arte come mestiere - Laterza (1966)  ISBN: 8842052515, 9788842052517
- Design e comunicazione visiva - Laterza (1968)  ISBN: 8842043532, 9788842043539
- Artista e designer - Laterza (1971)  ISBN: 8842064394, 9788842064398
- Codice ovvio - Einaudi (1971)  ISBN: 8806192787, 9788806192785
- La scoperta del triangolo - Zanichelli (1976)  ISBN: 8808030806, 9788808030801
- Fantasia. Invenzione, creatività e immaginazione nelle comunicazioni visive - Laterza (1977)  ISBN: 8842011975, 9788842011972
- Xerografie originali - Zanichelli (1977),  ISBN: 8875701334, 9788875701338
- Guida ai lavori in legno, coescrito con Rinaldo Donzelli, y Piero Polato Mondadori (1978)
- Da cosa nasce cosa (Cómo nacen los objetos o De dónde nacen los objetos dependiendo de la edición y traducción en español) - Publicado por Laterza en (1981),  ISBN: 8842018759 9788842018759
- Il laboratorio per bambini a Brera - Zanichelli (1981)  ISBN: 8808028968, 9788808028969
- Il laboratorio per bambini a Faenza al museo internazionale delle ceramiche - Zanichelli (1981)
- Ciccì Coccò - libro de fotografía en colaboración con Enzo Arnone, editado por FotoSelex (1982)
- Uno spettacolo di luce. Sorgenti luminose usate per il loro colore. Volumen 12 de Comunicazione visiva. Quaderni di design. Coescrito con Piero Castiglioni y Davide Mosconi- Zanichelli (1984),  ISBN: 8808036685, 9788808036681
- I laboratori tattili - Zanichelli (1985),  ISBN: 888794279X, 9788887942798
- Direzione sorpresa, con Mario De Biasi - Cordani (1986)
- Giochi e grafica - comune di Soncino (1990)
- Il dizionario dei gesti italiani - ADN Kronos libri (1994),  ISBN: 8887180113, 9788887180114
- Il castello dei bambini a Tokyo - Einaudi Ragazzi (1995),  ISBN: 887926186X, 9788879261869
- Spazio abitabile 1968-1996 - Stampa Alternativa (1996)

### Libros de exploración
En esta categoría se reagrupan las publicaciones especiales o no convencionales, con una reducida bibliografía de poesía, los "volúmenes de artista", impresos en ediciones limitadas o fuera de comercio (se presentan los títulos en italiano).
- Libri illeggibili - Librería Salto (1949)
- Libro illeggibile n. 8 - (1951)
- Libro illeggibile n. 12 - (1951)
- Libro illeggibile n. 15 - (1951)
- Libro illeggibile - (1952)
- An unreadable quadrat-print - Hilversum (1953)
- Sei linee in movimento - (1958)
- Libro illeggibile n. XXV - (1959)
- Libro illeggibile con pagine intercambiabili - (1960)
- Libro illeggibile n. 25 - (1964)
- Libro illeggibile 1966 - Galleria dell'Obelisco (1966)
- Libro illeggibile N.Y.1 - The Museum of Modern Art (1967)
- Guardiamoci negli occhi - Giorgio Lucini editore (1970)
- Libro illeggibile MN1 - Corraini (1984)
- La regola e il caso - Mano (1984)
- I negativi-positivi 1950 - Corraini (1986)
- Munari 80 a un millimetro da me - Scheiwiller (1987)
- Libro illeggibile MN1 - Corraini (1988)
- Libro illeggibile 1988-2 - Arcadia (1988)
- Simultaneità degli opposti - Corraini (1989)
- Alta tensione - Vismara Arte (1990)
- Libro illeggibile NA-1 - Beppe Morra (1990)
- Strappo alla regola - (1990)
- Amici della Sincron - Galleria Sincron (1991)
- Rito segreto - Laboratorio 66 (1991)
- Metamorfosi delle plastiche - Triennale di Milano (1991)
- Alla faccia! Esercizi di stile - Corraini (1992)
- Libro illeggibile MN3. Luna capricciosa - Corraini (1992)
- Saluti e baci. Esercizi di evasione - Corraini (1992)
- Viaggio nella fantasia - Corraini (1992)
- Pensare confonde le idee - Corraini (1992)
- Aforismi riciclati - Pulcinoelefante (1991)
- Verbale scritto - il melangolo (1992)
- Fenomeni bifronti - Etra/Arte (1993)
- Libro illeggibile MN4 - Corraini (1994)
- Tavola tattile - Alpa Magicla (1994)
- Mostra collettiva di Bruno Munari - Corraini (1994)
- Adulti e bambini in zone inesplorate - Corraini (1994)
- Contanti affettuosissimi auguri - NodoLibri (1994)
- Aforismi - Pulcinoelefante (1994)
- Libro illeggibile MN5 - Corraini (1995)
- Il mare come artigiano - Corraini (1995)
- Emozioni - Corraini (1995)
- A proposito di torroni - Pulcinoelefante (1996)
- Prima del disegno - Corraini (1996)
- Ma chi è Bruno Munari? - Corraini (1996)
- Segno & segno - Etra/arte (1996)

### Libros infantiles
- Movo: modelli volanti e parti staccate - Grafitalia (1940)
- Mondo aria acqua terra - (1940)
- Le macchine di Munari - Einaudi (1942)
- Abecedario di Munari - Einaudi (1942)
- Scatola di architettura - Castelletti (1945)
- Mai contenti - Mondadori (1945)
- L'uomo del camión - Mondadori (1945)
- Toc toc - Mondadori (1945)
- Il prestigiatore verde - Mondadori (1945)
- Storie di tre uccellini - Mondadori (1945)
- Il venditore di animali - Mondadori (1945)
- Gigi cerca il suo berretto - Mondadori (1945)
- Che cos'è l'orologio - Editrice Piccoli (1947)
- Che cos'è il termometro - Editrice Piccoli (1947)
- Meo il gatto matto - Pirelli (1948)
- Acqua terra aria - Orlando Cibelli Editore (1952)
- Nella notte buia - Muggiani (1956)
- L'alfabetiere - Einaudi (1960)
- Bruno Munari's ABC - World Publishing Company (1960)
- Bruno Munari's Zoo - World Publishing Company (1963)
- La torta in cielo - Einaudi (1966)
- Nella nebbia di Milano - Emme edizioni (1968)
- Da lontano era un'isola - Emme edizioni (1971)
- L'uccellino Tic Tic, con Emanuele Luzzati - Einaudi (1972)
- Cappuccetto Verde - Einaudi (1972)
- Cappuccetto Giallo - Einaudi (1972)
- Dove andiamo?, con Mari Carmen Diaz - Emme edizioni (1973)
- Un fiore con amore - Einaudi (1973)
- Un paese di plástica, con Ettore Maiotti - Einaudi (1973)
- Rose nell'insalata - Einaudi (1974)
- Pantera nera, con Franca Capalbi - Einaudi (1975)
- L'esempio dei grandi, con Florenzio Corona - Einaudi (1976)
- Il furbo colibrì, con Paola Bianchetto - Einaudi (1977)
- Disegnare un albero - Zanichelli (1977)
- Disegnare il sole - Zanichelli (1980)
- I prelibri (12 libri) - Danese (1980)
- Cappuccetto Rosso Verde Giallo Blu e Bianco - Einaudi (1981)
- Tantagente - The Museum of Modern Art (1983)
- Il merlo ha perso il becco, con Giovanni Belgrano - Danese (1987)
- La favola delle favole - Publi-Paolini (1994)
- La rana Romilda - Corraini (1997)
- Il prestigiatore giallo - Corraini (1997)
- Buona notte a tutti - Corraini (1997)
- Cappuccetto bianco - Corraini (1999)

### Textos escolares
- Tec 90 - Minerva Italica (1990)
- L'occhio e l'arte - Ghisetti e Corvi (1992)
- Metodi modelli e tecniche - Minerva Italica (1993)
- Suoni e idee per improvvisare - Ricordi (1995)
- Modulart - Atlas (1999)

### Publicidad e industria
- Il linoleum, con Ricas - Società del linoleum (1938)
- L'idea è nel filo - Bassetti (1964)
- Xerografia - Rank Xerox (1972)
- Alfabeto Lucini - Lucini (1987)
- Occhio alla luce - Osram (1990)

### Películas acerca de Bruno Munari
- La collina del cinema - Andrea Piccardo (1995)
- Nello studio con Munari - Andrea Piccardo (2007)

### Obras de cine experimental
- I colori della luce (1963)
- Tempo nel tempo (1964)
- Inox (1964)
- Moirè (1964)
- Sulle scale mobili (1964)
- Scacco matto (1965)
- After effects (1969)